# كاثلين هارت بيب
كاثلين هارت بيب (بالإنجليزية: Kathleen Hart Bibb)‏ هي منشدة أمريكية، ولدت في 6 سبتمبر 1889 في مانكاتو في الولايات المتحدة، وتوفيت في 30 يونيو 1957 في مدينة سولت ليك في الولايات المتحدة.